# Schoten (Nederland)

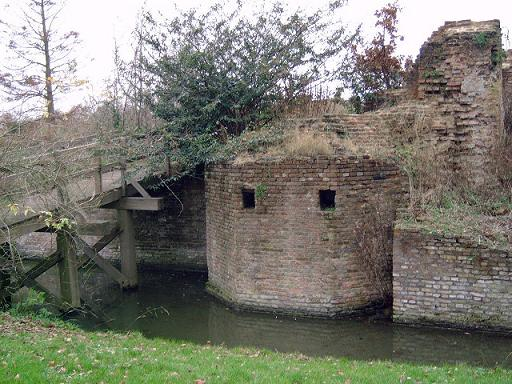
De Ruïnes van Huis ter Kleef aan de Kleverlaan

Schoten is een voormalige gemeente in Noord-Holland ten noorden van Haarlem, op 1 mei 1927 opgeheven en opgegaan in de gemeente Haarlem.

## Geschiedenis
De heerlijkheid Schoten maakte deel uit van het baljuwschap Brederode. In 1722 stierf het huis Brederode uit en de bezittingen en de rechten van het huis Brederode vielen aan de Staten van Holland. In 1723 verkochten de Staten van Holland Schoten aan de Amsterdamse koopman Paulus Loot, heer van Zandvoort.
De gemeente Schoten is ontstaan uit zeven heerlijkheden, die opgingen in de gemeente Schoten ten tijde van de Bataafse Republiek in 1798. Van zuid naar noord waren dit:
Zuidakendam, Hogerwoerd, Schoterbos, Zaanen, Schoten, Schotervlieland en Noordakendam. Rond 1817 telde de toenmalige gemeente 317 inwoners als volgt verdeeld over de gebieden van de vroegere heerlijkheden.

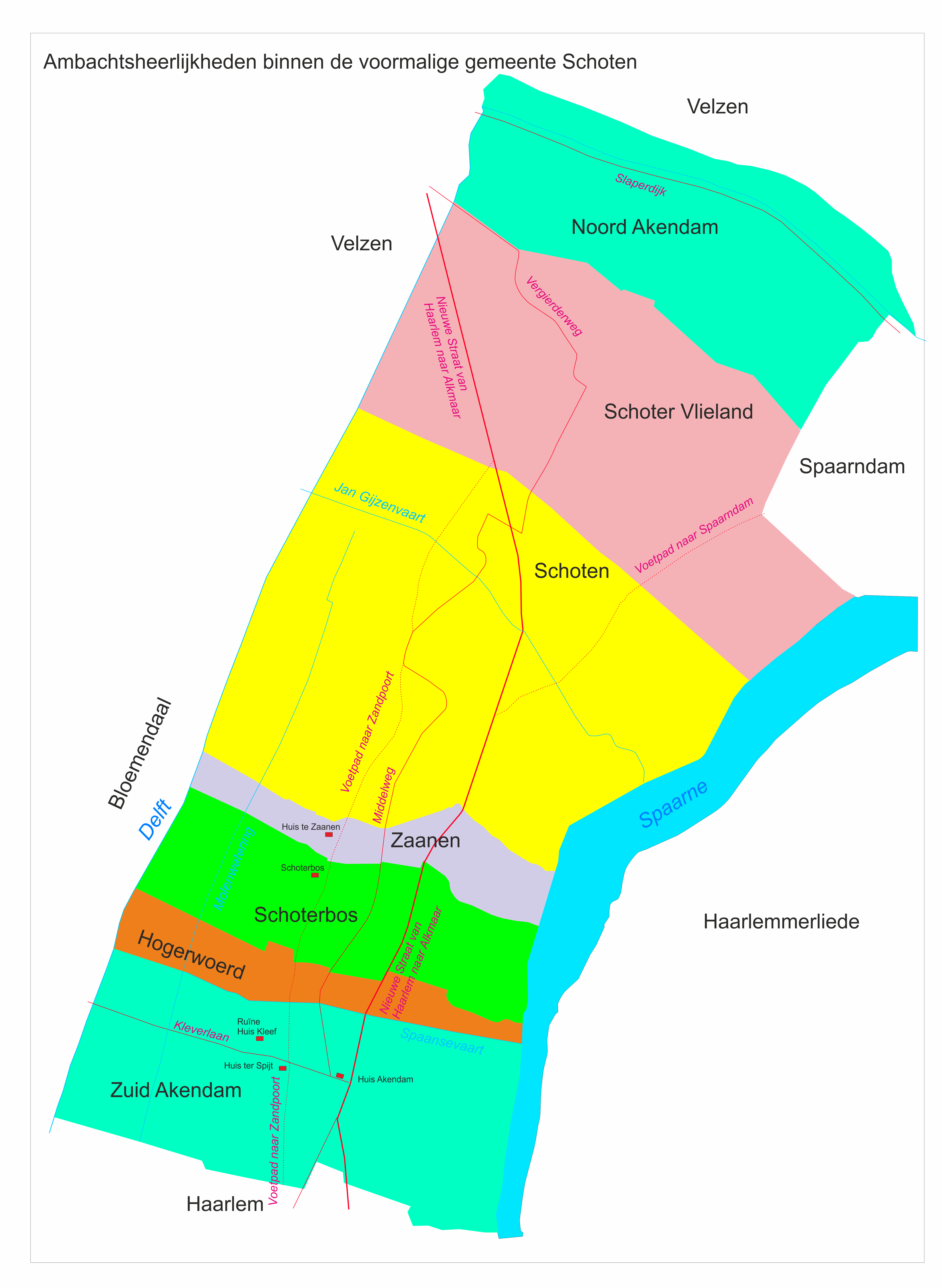

| heerlijkheid    | bevolking |
| --------------- | --------- |
| Schoten         | 139       |
| Zuidakendam     | 86        |
| Schotervlieland | 48        |
| Zaanen          | 19        |
| Hogerwoerd      | 11        |
| Noordakendam    | 7         |
| Schoterbos      | 7         |

#### Annexatie door Haarlem
Op 1 augustus 1884 wordt het zuidelijk gedeelte van de gemeente Schoten bij Haarlem gevoegd (wet van 11 juli 1884).
In het begin van de twintigste eeuw had Haarlem een nijpend gebrek aan ruimte voor woningbouw. Schoten werd samen met delen van Heemstede, Spaarndam, Haarlemmerliede en Bloemendaal op 1 mei 1927 geannexeerd door de gemeente Haarlem.

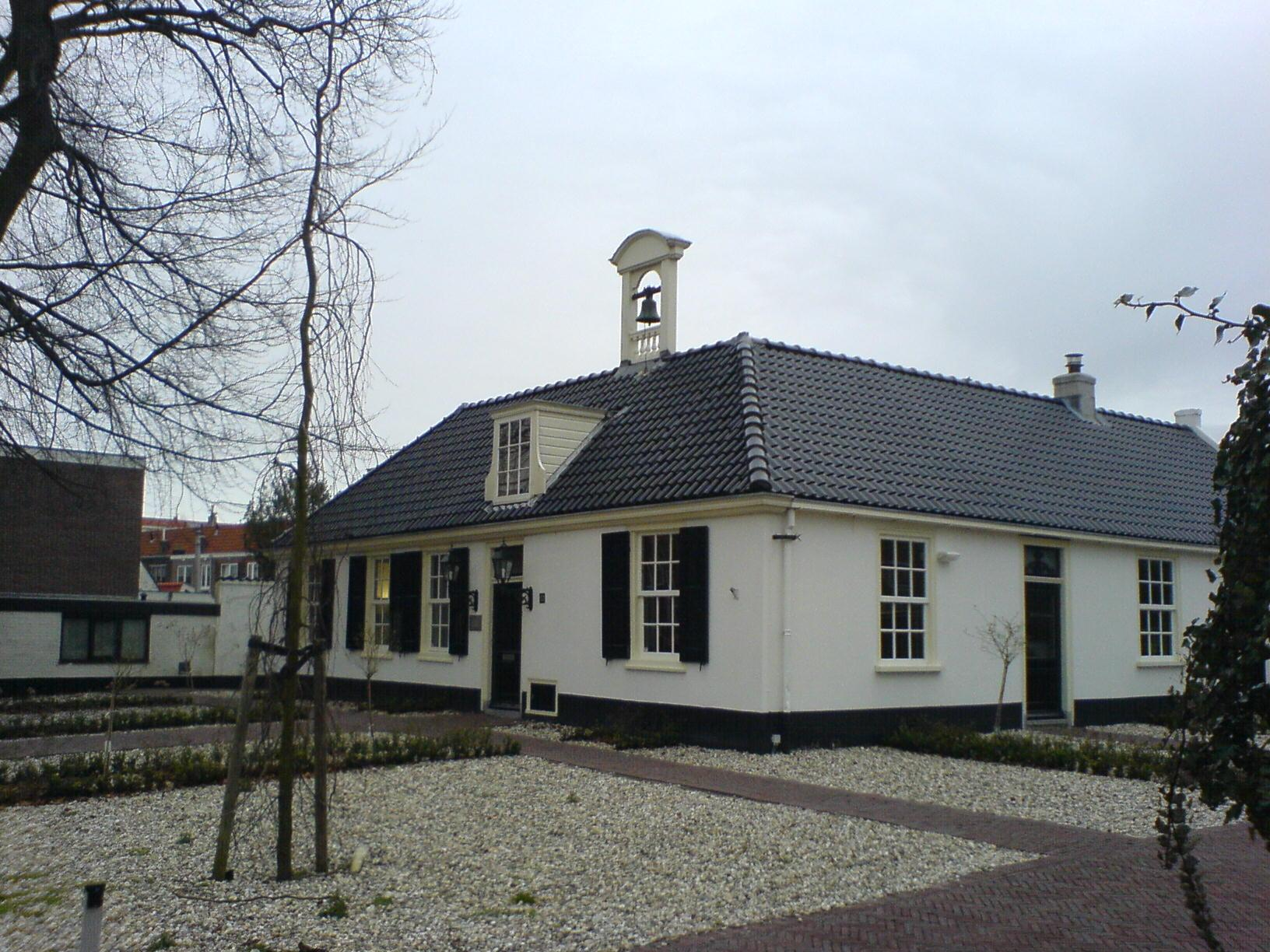
Het voormalige rechthuis, foto uit 2006

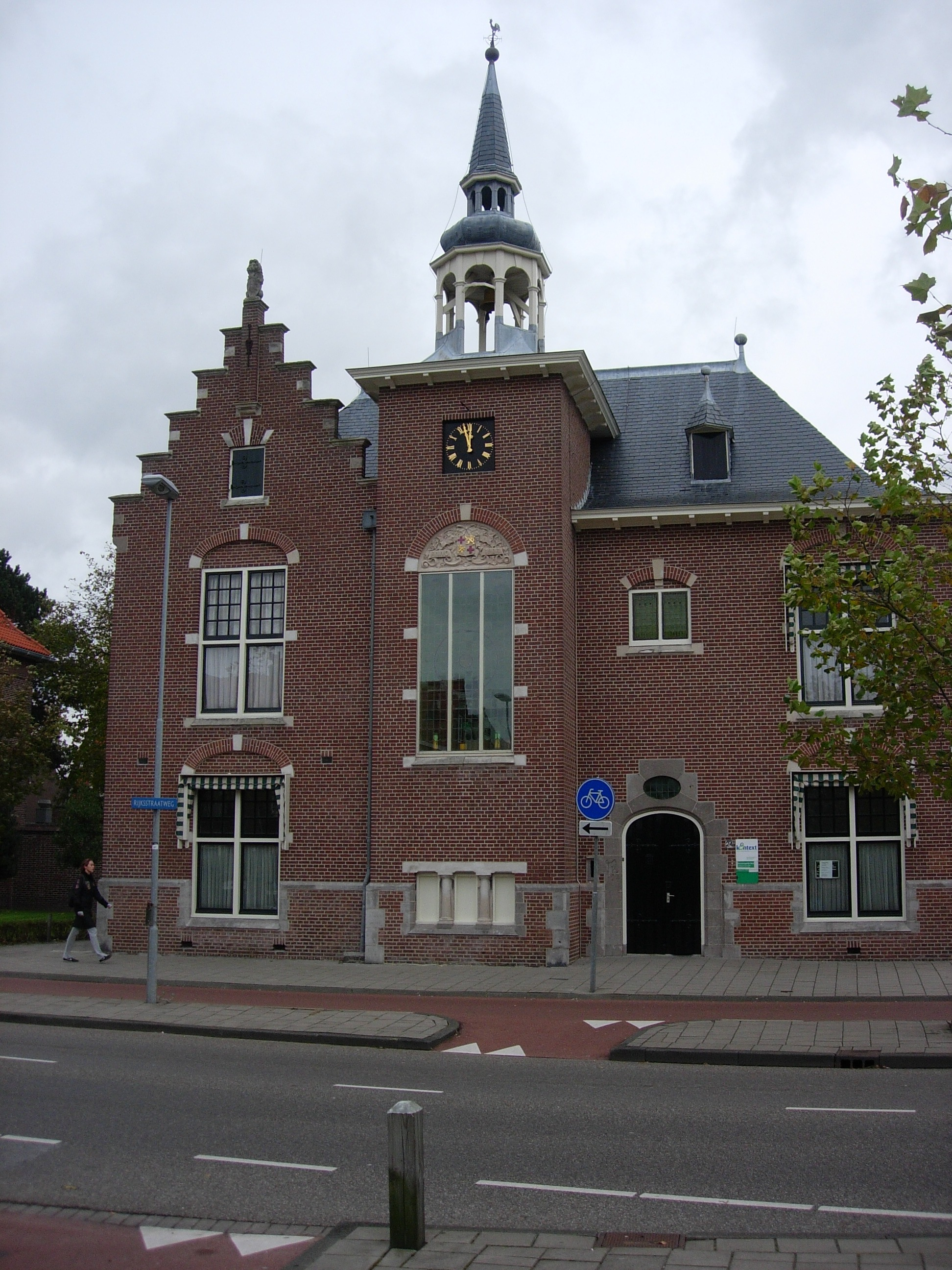
Voormalige raadhuis van Schoten

Aan de Vergierdeweg staat het Rechthuis. Tot 1905 werd dit rechthuis gebruikt als raadhuis. Op de Rijksstraatweg werd ter hoogte van het Soendaplein in 1906 een nieuw raadhuis gebouwd. Dit is tot 1927 in dienst geweest en werd daarna gebruikt als schooltje en weer later als politiepost van de gemeente Haarlem.

### Geboren in Schoten
- Jan Mul (1911-1971), organist, componist;
- Harry Prenen (1915-1992),  historicus, dichter en journalist;
- Geert Lubberhuizen (1916-1984), uitgever (was directeur van De Bezige Bij);
- Joop Beljon (1922-2002), beeldhouwer;
- Truus Menger-Oversteegen (1923-2016), verzetsstrijdster en beeldend kunstenares;
- Freddie Oversteegen (1925-2018), verzetsstrijdster.

### Uitbreiding Haarlem-Noord
In het zuidelijk deel van de gemeente Schoten verschenen diverse woonwijken zoals het Kleverpark, de Transvaalbuurt en het Patrimonium, op het gebied van kwekerij Rozenhage van de familie Zocher en de Indische buurt. Aan de westkant werd de Bomenbuurt gebouwd.

### Recente geschiedenis
In juni 2005 werden op de voormalige gemeentegrenzen van Schoten vijf borden geplaatst waarop staat: "Schoten gem. Haarlem". Dit gebeurde op verzoek van de Stichting Historisch Schoten en met toestemming van het gemeentebestuur van Haarlem. De borden bevinden zich op de Schoterweg, de Rijksstraatweg, de Spaarndamseweg, de Vergierdeweg en de Jan Gijzenkade.

## Herkomst van de naam Schoten
Vanwege de zanderige bodem was het ondoenlijk om als afscheiding tussen de landerijen sloten te graven. Daarom werden de landerijen met houten schaaldelen omheind, of afgeschot.
Zo een afgeschot stuk land werd aangeduid met schot of schoot. Zo werd het gebied aangeduid als de Schooten. Dit zou een mogelijke verklaring kunnen zijn, maar is allerminst zeker. Al in het jaar 866 kwam Schoten voor op een lijst van goederen van de kerk van Utrecht, dus we kunnen wel spreken van een zeer oude naam.
Straatnamen in Haarlem zoals de Schoterweg en Schotersingel herinneren nog aan deze gemeente, alsmede voetbalclub VV Schoten, Het Schoter en de rooms-katholieke parochie Schoten.

## Het wapen van Schoten
In het Huis te Zaanen in het Zaanenpark te Schoten (Haarlem - Noord) staat op de schouw "Heemskerk en Zaanen maken Schoten tezamen" Zeer waarschijnlijk is dit een foute interpretatie van het wapen. Ook komt het wapen voor waarbij beide leeuwen links gericht zijn. Dit is een foute weergave van het wapen. Het wapen zoals getoond is het enige juiste wapen van Schoten. Het dient nu als beeldmerk van de Stichting Historisch Schoten.
Gerard van Schoten had als wapen een zilveren leeuw op een blauw veld. In 1505 kocht hij het landgoed Zaanen met de bijbehorende titel "Heer van Zaanen". Zaanen had als wapen een rood kruis op een zilveren veld. Mogelijk heeft Gerard van Schoten het wapen van Zaanen gekoppeld aan zijn wapen.
Frans van Schoten (Geb. 1615) voerde als wapen rechtsboven en linksonder het wapen van Zaanen en linksboven en rechtsonder het wapen van Gerard van Schoten. De leeuwen zijn naar links gericht.